# Veronica Guerin
Veronica Guerin (5. juli 1958 – 26. juni 1996), var en irsk journalist, som i 1996 blev myrdet af irske narkotika-handlere.
Guerin havde læst regnskabsvæsen og polititisk forskning, grundlagt et public relations-firma før hun blev ansat, som journalist, ved de irske aviser Sunday Business Post og The Sunday Times.
I 1994 begyndte Guerin at skrive om kriminelle for den irske avis Sunday Independent. Hun brugte øgenavne ved beskrivelse af de kriminelle for at undgå sagsanlæg i henhold til den irske injurielovgivning. Da hun begyndte at skrive om narkohandlere, modtog hun flere dødstrusler.
Guerin var udsat for et attentat den 30. januar 1995, hvor hun blev skudt i det ene ben.
Den 13. september 1995, blev hun angrebet af en tidligere dømt kriminel, John Gilligan, under et interview og senere opsøgt af samme, som truede med at kidnappe hendes søn og voldtage drengen, hvis hun skrev om ham.
Meget mod sin vilje blev Guerin sat under 24-timers beskyttelse af det irske politi Garda Síochána.
Den 26. juni 1996 blev Guerin skudt seks gange, da hun i sin bil gjorde holdt ved et trafiksignal nogle kilometer udenfor Dublin. Hun blev hårdt såret og døde senere samme dag af sine kvæstelser.
Attentatmændene blev senere anholdt og blev idømt lange fængselsstraffe.
Guerins historie er filmatiseret.